# 女子高校生殺人事件
『女子高校生殺人事件』（じょしこうこうせい さつじんじけん）は、1974年に日本テレビ系列『土曜日の女シリーズ』枠で放映されたユニオン映画製作の学園ミステリードラマである。全7話。
原作は小峰元の「アルキメデスは手を汚さない」（江戸川乱歩賞受賞作）。
2000年代に入り、CS「チャンネルNECO」および「ミステリチャンネル」で再放映された。

## 内容
豊栄高校に新任の女教師・暁子（山口果林）が赴任してまもなく、女生徒の柴本美雪（秋吉久美子）が校舎から転落死するというショッキングな事件が発生する。しかもその女生徒は妊娠していた。
それを発端に次々と起こる事故・事件。女生徒が死に際に残した謎のキーワード「アルキメデス」。学校内に容疑者がいるとして、美雪と親しくしていたラグビー部の柳生隆保（高岡健二）の身辺捜査をする警察の態度に反発する、隆保のクラスメイト達。暁子は「生徒を守らないで警察に協力している」と誤解され、生徒から反発を受ける。
青春学園ドラマとしての一面もあるが、ミステリードラマとしても原作にほぼ忠実に制作されており、1970年代当時の空気が映像として描かれている。

## 放映データ
- 放映期間：1974年1月5日 - 同年2月16日
- 放映日時：毎週土曜 22:00 - 22:54(JST)
- 放送回数：全7回
- カラーフィルム作品

## キャスト
- 山口果林：南条暁子教諭
- 上田耕一：亀井正和教諭
- 高岡健二：柳生隆保
- 青木英美：延命あゆみ
- 中島久之：内藤規久夫
- 秋吉久美子：柴本美雪
- 鷹市太郎：荒木
- 菅野直行：峯高志
- 中田喜子：宮崎令子
- 高木彩：前川佳代子
- 森幹太：野村刑事
- 織本順吉：美雪の父・健次郎 - 柴本工務店の社長
- 丹阿弥谷津子：柳生の母・幾代
- 小川節子：柳生の姉・美沙子
- 山口哲也：竹見 - 柴本工務店の社員であり、健次郎の腹心。
- 香月淳：三宅純一

## 主題歌
- 「そのとき若者は」（作曲：大野雄二、作詞：田村多津夫、歌：堀光一路）

## スタッフ
- 原作：小峰元『アルキメデスは手を汚さない』（講談社）
- 企画：小坂敬
- プロデューサー：高橋靖二
- プロデューサー補：中尾孝道
- 脚本：田村多津夫
- 音楽：大野雄二
- 選曲：鈴木清司
- 協力：美津濃スポーツ、東京新社、東海汽船
- 監督：野村孝
- 製作：ユニオン映画

| 日本テレビ系列 土曜日の女シリーズ | 日本テレビ系列 土曜日の女シリーズ | 日本テレビ系列 土曜日の女シリーズ |
| 前番組                            | 番組名                            | 次番組                            |
| --------------------------------- | --------------------------------- | --------------------------------- |
| 香港からの手紙                    | 女子高校生殺人事件                | 鏡の中の顔                        |